# Maksim Lauk
Maksim Vyacheslavovich Lauk (tiếng Nga: Максим Вячеславович Лаук; sinh ngày 22 tháng 1 năm 1995) là một cầu thủ bóng đá người Nga thi đấu cho FC Tyumen.

## Sự nghiệp câu lạc bộ
Anh có màn ra mắt tại Giải bóng đá chuyên nghiệp quốc gia Nga cho F.K. Dynamo Kirov vào ngày 20 tháng 7 năm 2015 trong trận đấu với FC Syzran-2003 Syzran.